# Long John Silver's
Pour les articles homonymes, voir Long John Silver (homonymie).
Long John Silver's est une chaîne américaine de restauration rapide créée en 1969.
Elle propose aussi plusieurs recettes issues des produits de la mer.  Le groupe est une filiale de la multinationale Yum! Brands.
Elle doit son nom à Long John Silver, un des personnages principaux du roman de Robert Louis Stevenson L'Île au trésor (1883).
L'entreprise est une filiale du fonds de placement LJS Partners.

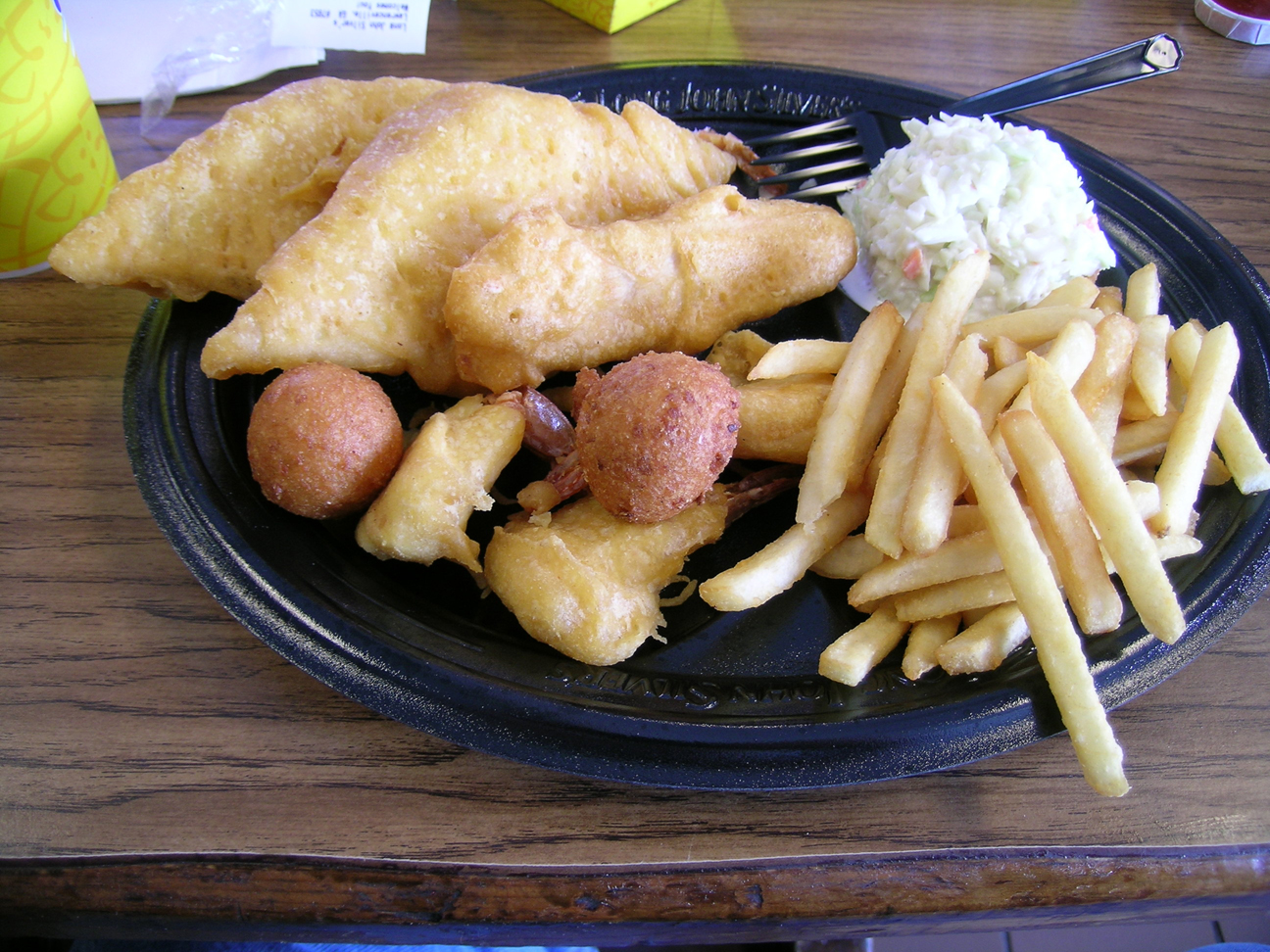
Une assiette typique servie chez Long John Silver's : fish and chips, beignets de crevettes, hushpuppies et salade de chou.

## Histoire
La chaîne Long John Silver's a été acquise par le groupe agroalimentaire Tricon Global Restaurants le 7 mai 2002 lorsqu'elle a racheté Yorkshire Global Restaurants (Long John Silver's, A&W). Le groupe a alors changé de nom pour devenir Yum! Brands, Inc. (Pizza Hut, KFC, Taco Bell, Long John Silver's et A&W). Aujourd'hui, Long John Silver's compte plus de 1200 restaurants à travers le monde.

## Identité visuelle

Ancien logo.